# Bettie Elias
Bettie Elias (Hasselt, 14 september 1953) is een Vlaams schrijfster.
Elias is administratief en financieel directeur van een strategisch adviesbureau. Ze heeft vier kinderen en twee kleinzonen en woont in Hasselt. Naast haar professionele carrière is zij ook een jeugdauteur. Door haar kinderen verhaaltjes voor te lezen, kreeg Elias zin om zelf in de pen te kruipen, met succes. Ze debuteerde in 1983 en mocht sindsdien al verschillende prijzen in de wacht slepen.
Centraal in haar boeken staan levensechte situaties die aansluiten bij de leefwereld van kinderen. Ze kaart onderwerpen aan als vriendschap (Jan en Jan) en verdriet (Water van zout), maar ook ernstigere thema's gaat ze niet uit de weg. Zo schrijft ze in Thuis eten we apentaart over racisme en in De meester is een schat over kindermishandeling. In 2005 start ze met een serie boeken over kinderrechten. In het eerste boek, Weg, zien we hoe Dinar moet vluchten uit Kosovo en in Nederland terechtkomt. Haar volgende boek,Hij of ik?, dat in 2007 verschijnt, gaat over kindsoldaten in Afrikaans oorlogsgebied.

## Nominaties en prijzen
- Zoenen is voor grote mensen wordt in 1987 bekroond door de Kinder- en Jeugdjury van Nederlands Limburg.
- De meester is een schat verovert in 1992 een boekenwelp.
- Jan en Jan wordt in 1995 geselecteerd voor de Gouden Uil en wordt in 1995 gelauwerd met een boekenwelp.
- In 1996 en 1998 krijgt Elias een boekenwelp voor de boeken Bang of boos en Water van Zout.
- 2020 Schaduwprijs voor Het tuinfeest

## Divers
- Jan en Jan is gebaseerd op een interview uit het weekblad Humo met kunstkenner Jan Hoet. Hij vertelt hoe hij als kleine jongen een gewonde ekster vindt. Elias wordt hierdoor geïnspireerd en schrijft een boek waarin de vriendschap tussen een jongen en een vogel centraal staat. Het werd opgedragen aan Hoet.